# Lebernyeges harangozómadár
A lebernyeges harangozómadár (Procnias tricarunculatus vagy helytelenül Procnias tricarunculata) a madarak (Aves) osztályának a verébalakúak (Passeriformes) rendjéhez, ezen belül a kotingafélék (Cotingidae) családjához tartozó faj.

## Rendszerezése
A fajt Jules Verreaux és Edouard Verreaux írta le 1853-ban, a Casmarhynchus nembe Casmarhynchus tricarunculatus néven.

## Előfordulása
Közép-Amerikában, Costa Rica, Honduras, Nicaragua és Panama területén honos. A természetes élőhelye a szubtrópusi vagy trópusi síkvidéki és hegyi esőerdők.

## Megjelenése
A hím testhossza 30 centiméter, testtömege 210 gramm, a tojóé 25 centiméter, 145 gramm. A hím csőrének két oldaláról és a csőr tövéről bőrlebenyek lógnak. Feje, tarkója, válla és torka fehér, tollazatának többi része vörösesbarna.

## Életmódja
Gyümölcsökkel táplálkozik.

## Külső hivatkozások
- Képek az interneten a fajról[halott link]
- Kép a hímről és a tojóról
- Internet Bird Collection - videók a fajról. [2010. május 4-i dátummal az eredetiből archiválva].
- Xeno-canto.org. [2017. december 2-i dátummal az eredetiből archiválva].